# Бунин, Леонтий Кузьмич
Лео́нтий Кузьми́ч Бу́нин (конец XVII века — начало XVIII века) — русский гравёр, один из основоположников искусства гравюры на меди в Москве. Отец гравёра Петра Бунина.

## Биография

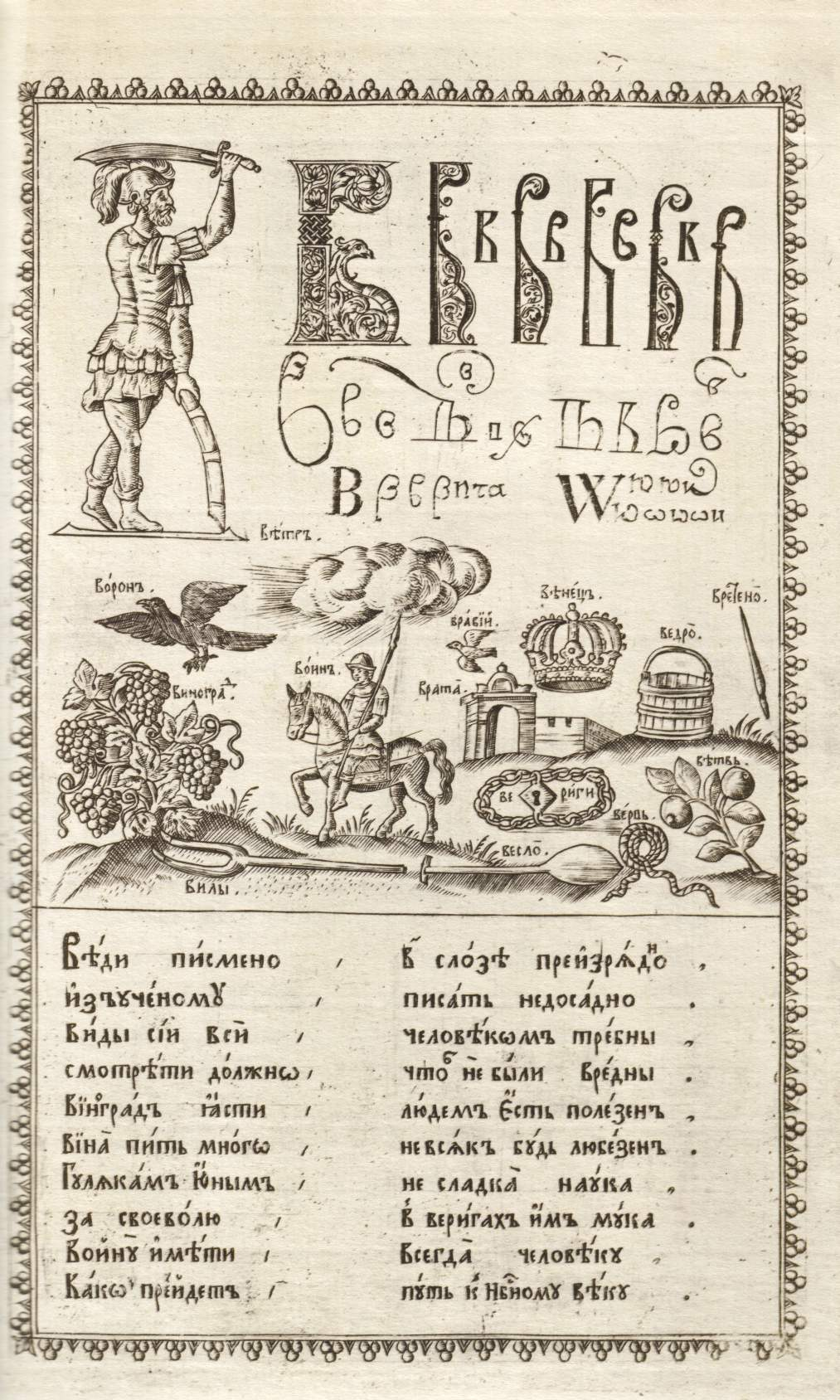
Леонтий Бунин. Страница из букваря, составленного Карионом Истоминым. Резцовая гравюра на меди. 1692—1694

Был знаменщиком Серебряной палаты.

## Творчество
У Бунина был собственный железный печатный стан с железными точеными валами. На этом стане были напечатаны первые русские гравюры — Ушакова, Трухменского, Андреева и Бунинские Синодик и букварь.
С 21 января 1699 года Бунину было поручено печатание клейм на гербовой бумаге, «для какового дела куплен у него, Бунина, железный стан за 15 рублей». Леонтий Бунин, как и все первые русские граверы (Тарасевич, Щирский, Галаховский — в Киеве) на меди, копировал с иностранных образцов, преимущественно голландских мастеров. Гравюра его нечиста и сделана наскоро.
Лучшие работы Бунина находятся в Синодике, напечатанном в лист, в 1670—1680 годах. В 1692—1694 годах Бунин выгравировал 43 листа в Букваре монаха Кариона Истомина; это гравированное резцом произведение является самой известной его работой. Букварь был создан для царевича Алексея, сына Петра I.
На каждом его листе расположены буква, составленная из человеческих фигур, а также предметы, названия которых начинаются с неё, и славянское, греческое и латинское написания этой буквы. Последний лист букваря носит заглавие «Благодарение Богу», вверху располагалась заставка (Иисус Христос), внизу — надпись: «сии букварь счини Иepoмонах Карион — а знаменил и резал Леонтий Бунин 7202» (1694). Лист «Преподобный Герасим» отмечен следующей надписью: «1714 г. Леонтий Бунин». Позже отметок не встречается. Из других гравюр известны «Страсти Господни» 19 листов, копированные из голландской Библии 1674 года, «Спаситель» — во весь рост с крестом в левой руке.
Последняя работа датирована 1714 годом.